# Mień (rzeka)
Mień (Mienia, Lipianka) – rzeka, prawy dopływ Wisły (w jej dolnym biegu) o długości 56,3 km.
Rzeka wypływa z Jeziora Likieckiego, po czym przepływa przez wiele jezior i stawów, ostatecznie uchodząc do Wisły (po prawej stronie) w jej 703,6 km, poniżej Nieszawy, znajdującej się na przeciwległym brzegu. Około 96% koryta rzeki znajduje się na terenie województwa kujawsko-pomorskiego. Jedynie krótki, liczący ok. 2 km odcinek, położony jest na terenie województwa mazowieckiego. Rzeka przepływa przez Pojezierze Dobrzyńskie (jest jego główną rzeką) oraz Kotlinę Toruńską (jedynie dolny odcinek Mieni). W górnym i środkowym biegu płynie głównie przez tereny rolnicze, natomiast w dolnym biegu przez lasy iglaste.
Według Mapy Podziału Hydrograficznego Polski (MPHP) Mień ma długość 60,3 km. Jej identyfikator to 2794. W planie gospodarowania wodami na obszarze dorzecza Wisły z 2011 wydzielone są następujące jednolite części wód powierzchniowych: Mień od wypływu z jez. Likieckiego do wypływu z jez. Skępskiego Małego (PLRW20002327943), Mień od wypływu z jez. Małego do dopł. z Głodowa (PLRW200017279476), Mień od dopł. z Głodowa do dopł. spod Jankowa (PLRW200024279493), Mień od dopł. spod Jankowa do ujścia (PLRW200019279499). Według typologii wód przyjętej w tym planie są to odpowiednio: typ 23 (potok lub strumień na obszarze będącym pod wpływem procesów torfotwórczych), 17 (potok nizinny piaszczysty), 24 (mała i średnia rzeka na obszarze będącym pod wpływem procesów torfotwórczych) i 19 (rzeka nizinna piaszczysto-gliniasta).
Niewielki fragment rzeki (wraz z otaczającym go obszarem) jest objęty ochroną czynną i krajobrazową, stanowiąc rezerwat Przełom Mieni.
W wykazie hydronimów przygotowanym dla administracji rządowej nazwa „Mień” ma rodzaj gramatyczny męski, a jej dopełniacz to „Mnia”. W różnych opracowaniach nazwa jednak jest traktowana jak żeńska, z dopełniaczem „Mieni”.

## Charakterystyka hydrograficzna rzeki Mień

### Bieg rzeki Mień
- Jezioro Likieckie (początek biegu)
- Likiec
- Blinno (województwo mazowieckie)
- Stawy „Chałacie” i Chałacie
- Jezioro Patana[5]
- Jezioro Mielne[5]
- Jezioro Święte
- Skępe
- Jezioro Skępskie Małe[3][5]
- Jezioro Skępskie Wielkie[3][5]
- Józefkowo
- Żuchowo
- Stawy hodowlane w Żuchowie
- Rezerwat przyrody Przełom Mieni
- Lipno
- Maliszewo
- Brzeźno
- Zieleńszczyzna
- Jezioro Mień
- Wąkole
- ujście do Wisły (po prawej stronie) na wysokości Nieszawy (położonej po lewej stronie Wisły)

## Charakterystyka hydrologiczna rzeki Mień
Rzeka Mień odznacza się nieregularnym odpływem, a w okresach suchych wysycha. W górnym biegu, powyżej jezior skępskich, ciek funkcjonuje okresowo.
Rzeka jest uboga w zasoby wodne. Wielkość przepływów jest związana z sezonową zmiennością zasilania i warunkami klimatycznymi. Zauważalne jest zróżnicowanie przepływów w poszczególnych miesiącach. Najwyższy miesięczny średni przepływ jest notowany w marcu (średnio 1,57 m³/s), najniższy – w sierpniu (0,69 m³/s). W badaniach wieloletnich stanów wody zauważalne są wezbrania wiosenne i letnie oraz głębokie „niżówki” w okresie letnim i jesiennym. Średni przepływ roczny z wielolecia w środkowym biegu rzeki w przekroju wodowskazowym oblicza się na 1,03 m³/s.

## Charakterystyka hydrograficzna zlewni rzeki Mień
Zlewnia rzeki Mień jest położona w obszarze dorzecza Wisły, w regionie wodnym Dolnej Wisły. Powierzchnia zlewni wynosi 386 km² (według innych danych: 374,7 386 km²). Zlewnia rzeki w przeważającej części jest położona w powiecie lipnowskim, w niewielkim procencie w powiecie toruńskim, rypińskim i sierpeckim.
W zlewni Mieni w Gminie Skępe jest zlokalizowanych 3 głównych użytkowników wód powierzchniowych, którzy prowadzą działalność gospodarczą w oparciu o pozwolenia wodno–prawne:
- Gospodarstwo rolno–rybackie w przysiółku Chałacie,
- Gospodarstwo Rybackie Zasobu Własności Rolnej Skarbu Państwa w Żuchowie
- Zajazd „Kama Kowalski” we wsi Rumunki Skępskie[3].

### Największe dopływy prawostronne Mieni
- Dopływ z jeziora Łąkie – 2,9 km długości[1] (na MPHP – kanał Łąkie[6])
- Dopływ z Jeziora Lubówieckiego – 6,7 km[1]
- Młynarka – 12,6 km[1]
- Dopływ z jeziora Konotopskiego – 6 km[1]
- Dopływ spod Jankowa – 5,1 km[1]

### Największe dopływy lewostronne Mieni
- Dopływ z Suradowa – 6,6 km długości[1] (na MPHP – Mień Lewy[6])
- Dopływ z Głodowa – 5,7 km[1]
- Dopływ spod Kłokocka – 9,3 km[1] (na MPHP – Biskupianka[6])

## Charakterystyka hydrologiczna zlewni rzeki Mień
W zlewni Mieni zauważalny jest wzrost przepływów w półroczu zimowym niż w półroczu letnim (najwyższe przepływy na wiosnę, ubogie w miesiącach: czerwiec, sierpień i wrzesień).

## Jakość wód
Według danych z lat 2016–2019 stan lub potencjał ekologiczny odcinka bliskiego źródła był słaby, a kolejnych odcinków umiarkowany. O tej klasyfikacji zadecydował słaby lub umiarkowany stan bezkręgowców bentosowych, podczas gdy stan pozostałych biologicznych elementów oceny z reguły był lepszy. Stan ichtiofauny w pobliżu ujścia do Wisły był bardzo dobry, ale w odcinku źródłowym umiarkowany. W dolnym biegu stwierdzono przekroczenia norm stanu dobrego dla substancji biogennych – azotu i fosforu. Spośród substancji priorytetowych badanych w 2016 r. stwierdzono przekroczenia – głównie substancji podlegających akumulacji w tkankach zwierząt wodnych: PBDE, rtęci i haptachloru.

## Jednostki administracyjne w zlewni rzeki Mień
- Lipno, powiat lipnowski, województwo kujawsko-pomorskie
- Bobrowniki, powiat lipnowski, województwo kujawsko-pomorskie
- Chrostkowo, powiat lipnowski, województwo kujawsko-pomorskie
- Kikół, powiat lipnowski, województwo kujawsko-pomorskie
- Lipno (gmina wiejska), powiat lipnowski, województwo kujawsko-pomorskie
- Skępe, powiat lipnowski, województwo kujawsko-pomorskie
- Skępe (gmina wiejska), powiat lipnowski, województwo kujawsko-pomorskie
- Wielgie, powiat lipnowski, województwo kujawsko-pomorskie
- Rogowo, powiat rypiński, województwo kujawsko-pomorskie
- Czernikowo, powiat toruński, województwo kujawsko-pomorskie
- Szczutowo, powiat sierpecki, województwo mazowieckie[10]

## Turystyka
Część rzeki (odcinek zaczynający się od jezior skępskich) jest wykorzystywana do spływów kajakowych. Tor wodny charakteryzuje się malowniczością, znacznym urozmaiceniem (odcinki o charakterze górskim, liczne przeszkody w postaci zwalonych drzew i jazów). Jest to szlak określany w skali trudności jako nieco trudny (ZWC), do Brzeźna – uciążliwy, poniżej – nadzwyczaj uciążliwy (zwłaszcza przy niskim stanie wody).